# 18699 Quigley
18699 Quigley è un asteroide della fascia principale. Scoperto nel 1998, presenta un'orbita caratterizzata da un semiasse maggiore pari a 2,7612135 UA e da un'eccentricità di 0,0259342, inclinata di 3,91160° rispetto all'eclittica.